# 中外医薬生産
中外医薬生産株式会社（ちゅうがいいやくせいさん、Chugai Iyaku Seisan Co.,Ltd. ）は、医薬品メーカーである。本社を三重県伊賀市に置く。

## 概要
業歴100年を超える。OTC医薬品の研究開発から製造販売まで一貫して対応している。特に錠剤、ドリンク剤、外用剤などを中心に製造を行っている。
全国のドラッグストア向けPB商品を供給するほか、興和・ヤクハン製薬（日医工グループ）・日本ジェネリック（日本調剤グループ）・大幸薬品・ビオフェルミン製薬（大正製薬グループ）・富士薬品・ロート製薬・小林製薬・龍角散といった他メーカー製品のOEM製造を行っている。

## 沿革
- 1919年（大正8年） - 三重県阿山郡上野町車坂町（現在の伊賀市上野車坂町）にて中外医薬株式会社として創業。
- 1924年（大正13年） - 本社を上野町田端町（現在の伊賀市上野田端町）に移転。
- 1944年（昭和19年） - 企業統制により、三重県内で唯一の新薬製剤製造工場となる。
- 1945年（昭和20年） - 商号を中外医薬生産株式会社に変更。
- 1997年（平成9年） - 本社・工場を上野市ゆめが丘（現在の伊賀市ゆめが丘）の「ゆめぽりす」に移転。
- 2001年（平成13年） - ゆめ工場が完成。
- 2012年（平成24年） - R&Dセンターが完成。
- 2016年（平成28年） - ひかり工場が完成。
- 2018年（平成30年） - 伊賀市西明寺にみどりヶ丘工場が完成。

## 事業所
- 本社 - 三重県伊賀市ゆめが丘七丁目5番地の5
- R&Dセンター - 三重県伊賀市ゆめが丘七丁目5番地の5
- みどりヶ丘工場 - 三重県伊賀市西明寺3160番地

## 主な商品
※一般向け医薬品のみ記述。
- ザッスル（痔の薬）
- パラローン（かぜ薬）
- スカッタリン（解熱鎮痛薬）
- ビルトン（栄養ドリンク）
- セロラ（ビタミン主薬製剤）